# Podjezior (Majdan Wielki)
Podjezior – część wsi Majdan Wielki w Polsce, położona w województwie lubelskim, w powiecie zamojskim, w gminie Krasnobród.
W latach 1975–1998 Podjezior administracyjnie należał do województwa zamojskiego.